# Marion Kainz
Marion Kainz (* 9. Juni 1966 in Duisburg) ist eine deutsche Filmregisseurin, Drehbuchautorin und Kamerafrau. Bekannt wurde sie durch ihren Dokumentarfilm Der Tag, der in der Handtasche verschwand (Deutschland 1999; 33 Minuten). In Marl nahm sie für ihr Werk den Grimme-Preis sowie den Publikumspreis der Marler Gruppe für ihre Leistung als Regisseurin, Drehbuchautorin und Kamerafrau entgegen.

## Leben
Nach einem Gaststudium an der HFF München in der Dokumentarfilmklasse studierte Kainz Kommunikationsdesign an der Universität-Gesamthochschule Essen. Sie arbeitete von 1988 bis 1993 als freiberufliche Fotografin und Grafikerin. Es folgten 1993 bis 1996 Reisen und Fotoprojekte in Europa, Australien und USA, dann 1996 eine freiberufliche Tätigkeiten als Kamerafrau und Filmeditorin. 1997 und 1998 war sie Bildautorin (Regie und Kamera) für Ruhrwerk, ein multimediales Theaterstück über das Ruhrgebiet. Seit 1999 ist sie freie Filmemacherin und absolvierte 2001 ein Postgraduiertenstudium im Film/Fernsehbereich an der KHM Köln.
Marion Kainz wohnt nach Zwischenstationen in München und Köln seit Ende 2006 in Berlin-Pankow.

## Auszeichnungen
- 2000: Made in Germany Publikumspreis, Kurzfilmfestival Hamburg
- 2000: Förderpreis des Landes Nordrhein-Westfalen für junge Künstlerinnen und Künstler in der Sparte Regie
- 2001: 1. Deutscher Kurzfilmförderpreis Filmfest Stuttgart Ludwigsburg
- 2001: Nominierung Deutscher Kamerapreis
- 2001: FIPA d’argent, Biarritz FIPA
- 2002: Axel Springer Preis
- 2002: Adolf-Grimme-Preis und Publikumspreis der Marler Gruppe
- 2003: William Dieterle Filmpreis (Sonderpreis) der Stadt Ludwigshafen am Rhein

## Festivalteilnahmen
- Figueira da Foz, Portugal
- Kasseler Dokumentarfilm- und Videofestival Kassel
- DokumentArt Neubrandenburg
- Int. Filmfestival Vision du Réel Nyon
- Int. Kurzfilmfestival Hamburg
- Filmfest Stuttgart Ludwigsburg
- FIPA Biarritz
- Duisburger Filmwoche

## Der Tag, der in der Handtasche verschwand
Der Tag, der in der Handtasche verschwand handelt von der ehemaligen Blumenbinderin Eva Mauerhoff, die an Alzheimer erkrankt ist und seit 1998 in dem Peter-Kuhn-Altenpflegeheim in Duisburg lebt.
Der Film begleitet die alte Dame in ihrem Alltag, wie sie sich bruchstückhaft an das Vergangene zu erinnern versucht. Mit aller gebotenen Distanz und Einfühlsamkeit zu der Hauptdarstellerin dokumentiert Kainz in einer warmherzigen Bildsprache die Gefühle und den Alltag von Frau Mauerhoff ohne dabei zu moralisieren. Kainz ist es gelungen, mit einfühlsamen Bildern eine Nähe zwischen dem Zuschauer und Frau Mauerhoff herzustellen. Hierbei verzichtet der Film bewusst auf cineastische Stilmittel wie Kommentare, Effekte und Musik, so dass der Betrachter in einem unverfälschten Bild dem Leben in einem Pflegeheim hautnah beiwohnen kann. Frau Mauerhoff starb sieben Jahre nach dem Film am 21. März 2006.